# Argat-Iul
Argat-Iul (en rus: Аргат-Юл) és un poble (possiólok) de l'óblast de Tomsk, a Rússia, que el 2015 tenia 379 habitants.